# Glauchau
Glauchau (górnołuż. Hłuchow)– miasto we wschodnich Niemczech, w kraju związkowym Saksonia, w okręgu administracyjnym Chemnitz, w powiecie Zwickau (do 31 lipca 2008 stolica powiatu Chemnitzer Land). Położone nad rzeką Muldą (dorzecze Łaby), koło Zwickau. Około 24,6 tys. mieszkańców.

## Zabytki

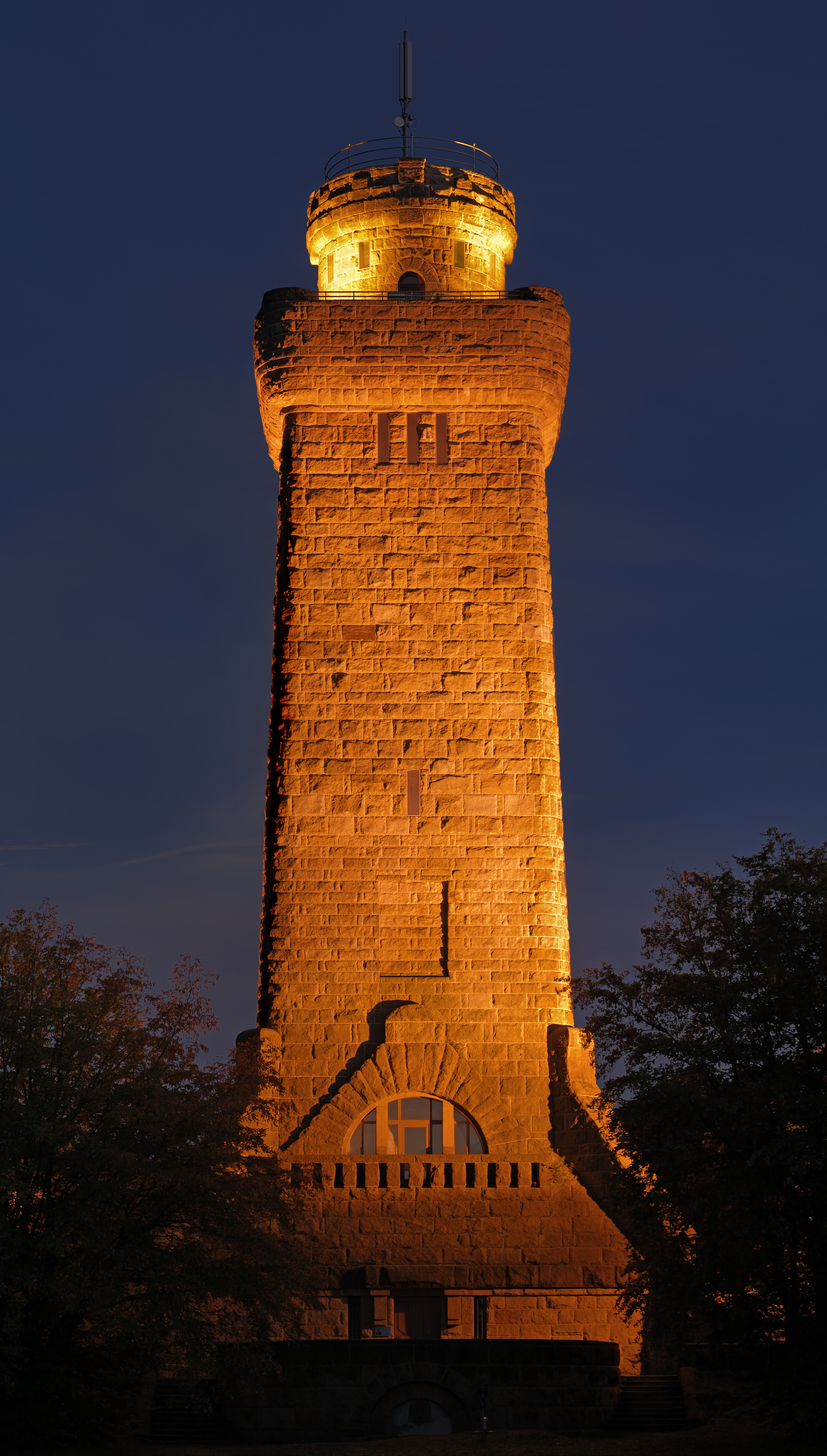
Wieża Bismarcka w Glauchau

- Zamek Forderglauchau
- Wieża Bismarcka.

## Współpraca
- Bielefeld-Jöllenbeck, Nadrenia Północna-Westfalia
- Bürstadt, Hesja
- Grenay, Francja
- Iserlohn, Nadrenia Północna-Westfalia
- Jibou, Rumunia
- Lynchburg, Stany Zjednoczone
- Vermelles, Francja
- Zgierz, Polska

## Osoby urodzone w Glauchau
- Georgius Agricola – niemiecki humanista i uczony